# Kúðafljót
Il Kúðafljót è un fiume di Islanda situato nella contea di Vestur-Skaftafellssýsla, oggi nella regione delle Suðurland. È uno dei fiumi più grandi dell'isola.

## Percorso
Il Kúðafljót nasce nella parte orientale del ghiacciaio Mýrdalsjökull e sfocia nell'Oceano Atlantico, ad est di Vík í Mýrdal. È alimentato da diversi affluenti, tra cui l'Hólmsá, lo Skálm ed il Tungufljót. In media, il suo flusso è di 230 metri cubi al secondo, sebbene sia nota una portata massima raggiunta di 2.000 metri cubi al secondo.
Per molti secoli il suo attraversamento ha posto notevoli difficoltà, a causa della notevole corrente e del fatto che l'alveo è molto ampio e i depositi alluvionali di ghiaia e sabbia sono alquanto instabili. Oggi la Hringvegur, la grande strada ad anello che percorre tutta l'isola, attraversa il fiume nella sua zona più stretta dopo la costruzione di un ponte.

## Nome
Secondo il Landnámabók, il colono irlandese Vilbalds arrivò in questa zona con la sua imbarcazione e fondò uno dei primi insediamenti. Il nome della nave era Kúði, e da questo deriverebbe il nome del fiume.